# Cossel (Adelsgeschlecht)

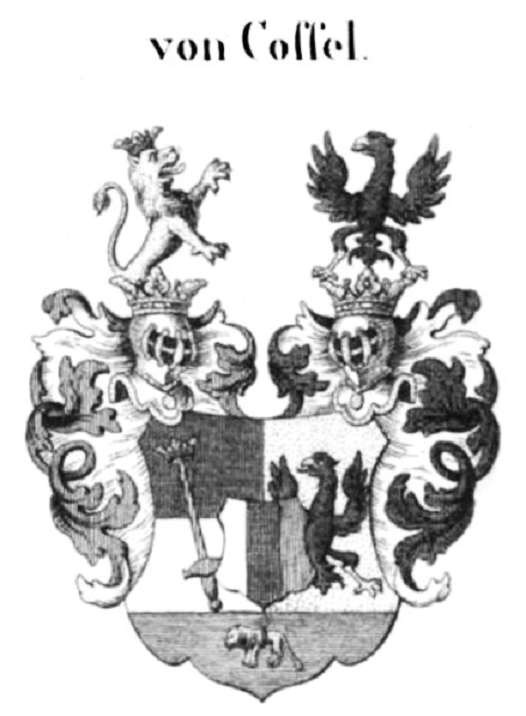
Wappen derer von Cossel bei Tyroff 1832

Cossel, auch Kossel, ist der Name eines briefadeligen Geschlechts mit Wurzeln in Kursachsen, später Brandenburg und Mecklenburg.
Es besteht keine Stammverwandtschaft zu den brandenburgisch-preußischen Herren von Cosel oder der Familie der Gräfin Cosel.

## Geschichte
Das Geschlecht leitet seinen Namen von dem Dorf Koselitz und wurde im Jahre 1491 mit Hans Kosselitz, Bürger und Hausbesitzer zu Mühlberg erstmals urkundlich genannt. Die Stammreihe beginnt mit Broß Kosselitz, Erbhofbesitzer zu Koßdorf bei Mühlberg, 1550–1595 urkundlich genannt. Vom 17. Jahrhundert setzte sich die Namensform „Kossel“ in der Familie durch.
1724 erging für die Brüder Johann Detloff, Johann David, Georg Friedrich und Paschen Kossel, sowie deren Vettern Peter Christopher und Daniel Kossel ein Wappenbrief vom Hofpfalzgrafen Christian Stilck.

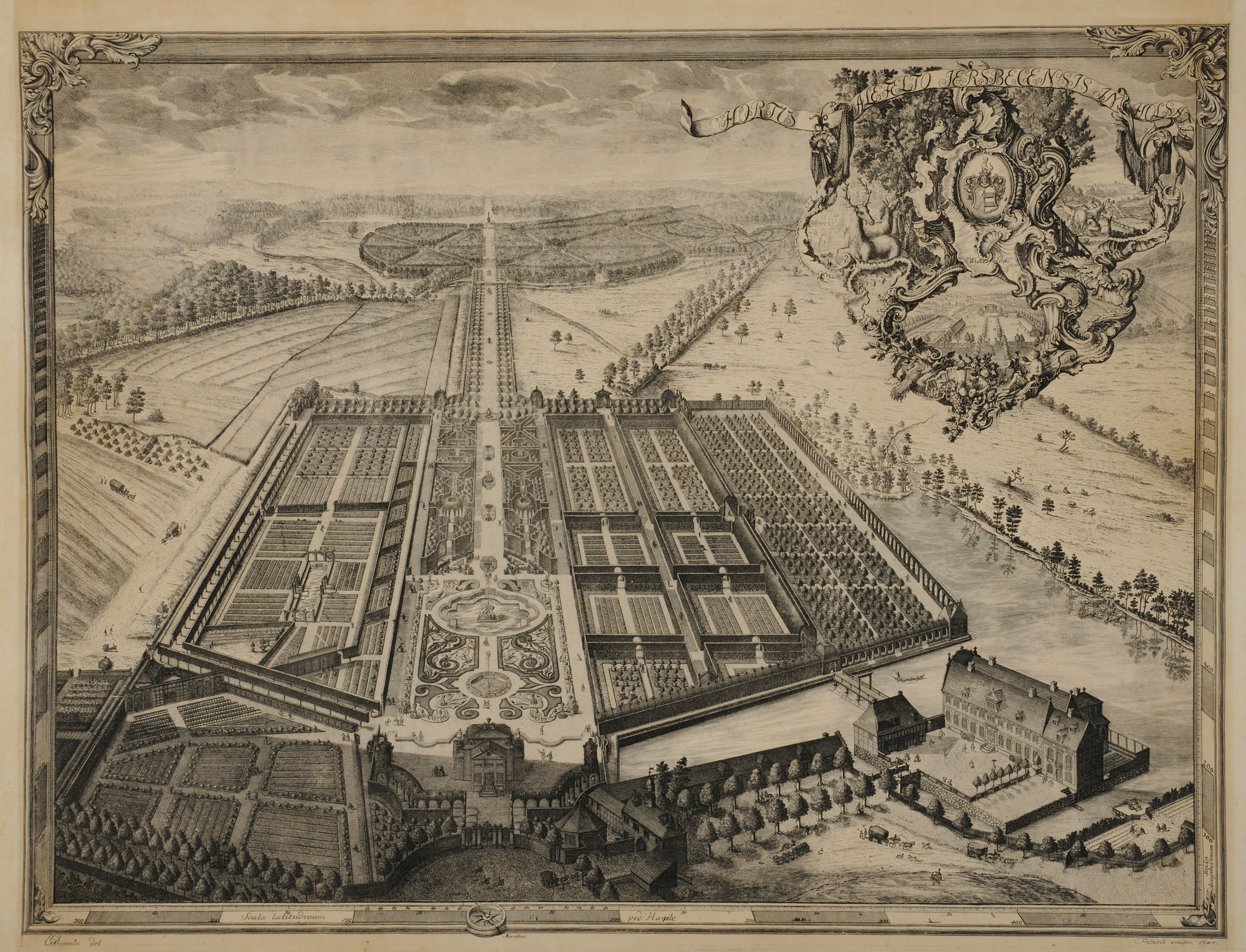
Gut Jersbek um 1747

Kaiser Franz I. erhob 1755 den Hof- und Justizrat, später dänischen Conferenzrat Paschen Cossel († 7. Januar 1805) in den erblichen Reichsritterstand. 1774 erwarb er das Gut Jersbek in Stormarn. Er war ohne Nachkommen und adoptierte seinen Neffen Eberhard Christopher von Cossel (* 25. März 1753 in Hamburg (St. Petri), † 15. Juni 1832 in Reinbek bei Hamburg).
Der preußische Major und Kommandeur in der 9. Artillerie-Brigade Richard Kossel erhielt in Berlin 1871 den preußischen Adelsstand.
Maximilian Hermann Richard Paschen von Cossel führte 1916, mit Rudolf Windisch als Pilot, das erste bekannte Luftlande-Kommandounternehmen der Militärgeschichte aus.
Besitzungen
- Gut Jersbek 1774–1819

## Wappen
Das 1755 erteilte Wappen ist nach Lehsten geteilt mit einem von Silber, Schwarz und Rot gespaltenen Herzschild ohne Bild. Es ist vorn von Schwarz und Silber geteilt mit einem roten, auf der Spitze mit einer goldenen Krone besetzten, schrägrechts aufwärts gestellten Schwert; hinten in silbernem Feld ein schwarzer Adler. Von dem Herzschild herab hängt an einer roten Kette von drei Gliedern in den blauen Schildfuß hinein ein sogenanntes goldenes Herkules-Löwenfell. Zwei gekrönte Helme: auf dem ersten ein wachsender goldener linksgekehrter Löwe, auf dem zweiten ein wachsender schwarzer Adler. Die Helmdecken sind rechts rot und silber, links schwarz und silber.
Bei Konrad Tyroff, Wappenbuch der Preussischen Monarchie, Band 2 (posthum 1832 erschienen), Tafel 100, ist das Wappen fast genau so, nur der Adler im goldenen Feld dargestellt, wie es auch Leopold von Zedlitz-Neukirch, Neues Preussisches Adels-Lexicon (1836) auf Seite 377 beschreibt.
Kneschke beschreibt das Wappen etwas abweichend: Schild der Länge nach geteilt, mit Schildfuß und Herzschild. Herzschild von Silber, Schwarz und Rot pfahlweise (der Länge nach) geteilt, ohne Bild. Rechts von Schwarz und Silber quer geteilt mit einem, auf dem Schildfuß aufstehenden, schrägrechts gestellten, durchaus roten Schwert, dessen Spitze in einer goldenen Krone steckt; links in Silber ein einwärtssehender, golden bewehrter, schwarzer Adler, dessen rechter Flügel halb und die rechte Klaue ganz von dem Herzschild bedeckt ist, und im blauen Schildfuß ein rechtsgekehrter, goldener Löwe, welcher an der unteren Spitze des Herzschildes mittelst eines beringten, um den Leib gelegten Bandes hängt. Auf dem Schild stehen zwei gekrönte Helme. Aus dem rechten Helme wächst einwärtssehend ein gekrönter, goldener Löwe auf, und der linke Helm trägt einen einwärtssehenden, golden bewehrten, schwarzen Adler.
Ein Kupferstich um 1850 zeigt zwar das Oberwappen mit den zwei beschriebenen Helmen, aber den Schild in Details variiert: im blauen Schildfuß ein hersehender goldener Panskopf; die zweifache Spaltung des Herzschildes überdeckt von einem auf einem Podest stehenden Löwen.

Familienwappen von Cossel
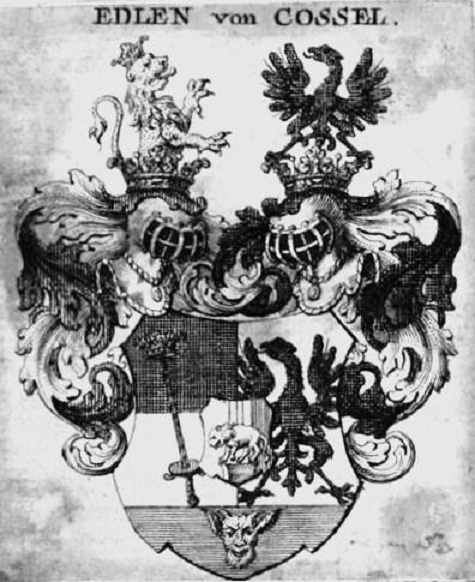
Wappen derer von Cossel (Kupferstich um 1850)

## Namensträger
- Henning Detloff Kossel (1670–1741)
  - Johann Detloff von Cossel (1702–1780), Reichsritterstand, Edler, Wien 2. Juni 1755
    - Eberhard Christopher von Cossel (1753–1832), dänischer Etatsrat[5]
      - Doris von Cossel, verh. Lütkens (1793–1858), deutsche Malerin und Pädagogin
      - Christian Ludwig von Cossel (1801–1867), dänischer Kammerherr, Forst- und Jägermeister für Holstein und Lauenburg, Ritter des Dannebrogordens

    - Johann Detloff von Cossel (1805–1891), dänischer Amtmann, Ritter des Dannebrogordens
      - Otto von Cossel (Landrat) (1845–1915), preußischer Landrat
        - Otto von Cossel (Genealoge) (1883–1967), Genealoge und Autor
          - Hans von Cossel (1886–1975), Jurist, Bankdirektor, Diakonie-Funktionär, Ehrenkommendator des Johanniterorden
            - Albrecht von Cossel (1924–2023), Dr. jur.,[6] Generalsekretär und dann Ehrenkommendator Johanniterorden[7]

      - Detloff von Cossel (1852–1922), preußischer Oberstleutnant
        - Detloff von Cossel (1880–1952), Major a. D.
          - Johann-Detloff (Hans) Eberhardt Magnus von Cossel (1916–1943), Major und Kommandeur, postumer Träger des Ritterkreuzes mit Eichenlaub[8][9]
          - Maximilian von Cossel (1893–1967), Offizier

  - Paschen von Cossel (1714–1805), Advokat in Hamburg, Domherr und Syndikus des Domkapitels, dänischer Konferenzrat